# Unione Sportiva Città di Palermo 2015-2016
Questa voce raccoglie le informazioni riguardanti il Unione Sportiva Città di Palermo in tutte le competizioni ufficiali della stagione 2015-2016.

## Stagione
L'estate 2015 priva il Palermo della coppia d'attacco che, nella stagione passata, l'aveva portata all'undicesimo posto: Dybala e Belotti partono entrambi per Torino, con destinazione bianconera per il primo e granata per il secondo. I rosanero vincono le prime due gare di campionato, con Genoa e Udinese, andando in testa con altre squadre. La stagione dei palermitani è però caratterizzata dai numerosi cambi d'allenatore ben nove, nonostante i risultati non siano affatto negativi: al giro di boa, i siciliani vantano sei punti di margine sul Frosinone terzultimo. L'instabilità a livello manageriale si riflette anche in campo, con il Palermo che nel girone di ritorno accusa un pericoloso sbandamento.
Scavalcati dal Carpi in classifica, i siciliani compiono l'aggancio alla 36ª giornata. Il sorpasso dei Rosanero avviene la domenica dopo, quando il pareggio con la Fiorentina dà al Palermo un punto in più degli emiliani: questi, dal canto loro, hanno una miglior differenza-gol. La salvezza viene conquistata solo all'ultima giornata di un campionato sofferto, battendo in casa il già condannato Hellas Verona: al Carpi non è sufficiente vincere contro l'Udinese. Il Palermo, nonostante ben 9 cambi tecnici in panchina, si salva e chiude la Serie A 2015-2016 a pari punti, a quota 39, con gli stessi friulani, figurando al sedicesimo posto per aver vinto gli scontri diretti.

## Divise e sponsor
La maglia home, realizzata da Joma, presenta uno stile classico, fedele alla storia del club di viale del Fante, con la colorazione del pantone rosa (189-c). La divisa viene impreziosita da dettagli di grande pregio, come il rosanero presente nelle maniche, lo stemma sociale è posizionato come di consueto all'altezza del cuore. La maglia away è caratterizzata dalle righe "rosanero" che si incontrano a partire dal centro della maglia, a segnare una diagonale nel disegno. La terza divisa si basa su una combinazione inedita di due tinte fluo come il verde e il giallo, quest'ultimo pensato in una colorazione fluorescente presente nel colletto, nelle maniche e nei dettagli ricamati. Lo stemma sociale guarda al passato: sulla terza maglia torna l'aquila che negli anni '80 ha contraddistinto le divise dei rosanero. Le nuove divise pensate per i portieri presentano l'aquila del club realizzato con il metodo "embosed" nella parte centrale della maglia.
| Casa | Trasferta | Terza maglia |

## Organigramma societario
Consiglio di Amministrazione
- Presidente: Maurizio Zamparini
- Executive Manager: Angelo Baiguera
- Direttore Amministrativo: Daniela De Angeli

Area organizzativa
- Team manager: Alessio Cracolici

Area marketing
- Marketing Manager: Federico Fornaris
- Responsabile biglietteria: Mauro Bellante

Area sanitaria
- Responsabile Area Sanitaria: Prof. Giuseppe Francavilla
- Medico Responsabile: Dott. Cristian Francavilla
- Medico: Dott. Lorenzo Todaro

Area sportiva
- Direttore sportivo: Manuel Gerolin
- Segretario generale: Roberto Felicori

Area tecnica
- Allenatore: Giuseppe Iachini, poi Davide Ballardini, poi Fabio Viviani, poi Giovanni Bosi, poi Giovanni Tedesco, poi Giuseppe Iachini, poi Walter Novellino, poi Davide Ballardini
- Allenatore in seconda: Giuseppe Carillo, poi Carlo Regno, poi Giovanni Tedesco, poi Giuseppe Carillo, poi Giuseppe De Gradi, poi Carlo Regno
- Collaboratori tecnici: Fabio Viviani, poi Stefano Melandri, poi Fabio Viviani, poi Giovanni Tedesco, poi Stefano Melandri
- Preparatore dei portieri: Vincenzo Sicignano
- Preparatori atletici: Fabrizio Tafani, Andrea Rinaldi, Giuseppe Puleo
- Recupero Infortunati: Alberto Andorlini

## Rosa
| N. |                               | Ruolo | Calciatore            |
| -- | ----------------------------- | ----- | --------------------- |
| 1  | Croazia (bandiera)            | P     | Josip Posavec         |
| 2  | Italia (bandiera)             | D     | Roberto Vitiello      |
| 3  | Italia (bandiera)             | D     | Andrea Rispoli        |
| 4  | Slovenia (bandiera)           | D     | Siniša Anđelković     |
| 5  | Italia (bandiera)             | C     | Francesco Bolzoni     |
| 6  | Italia (bandiera)             | D     | Edoardo Goldaniga     |
| 7  | Marocco (bandiera)            | D     | Achraf Lazaar         |
| 8  | Macedonia del Nord (bandiera) | A     | Aleksandar Trajkovski |
| 9  | Brasile (bandiera)            | A     | Matheus Cassini       |
| 9  | Italia (bandiera)             | A     | Accursio Bentivegna   |
| 10 | Svezia (bandiera)             | C     | Oscar Hiljemark       |
| 11 | Italia (bandiera)             | A     | Andrea Belotti        |
| 11 | Italia (bandiera)             | A     | Alberto Gilardino     |
| 12 | Costa Rica (bandiera)         | D     | Giancarlo González    |
| 15 | Polonia (bandiera)            | D     | Thiago Cionek         |
| 16 | Uruguay (bandiera)            | C     | Gastón Brugman        |
| 18 | Bulgaria (bandiera)           | C     | Ivajlo Čočev          |
| 20 | Italia (bandiera)             | A     | Franco Vázquez        |

| N. |                     | Ruolo | Calciatore                    |
| -- | ------------------- | ----- | ----------------------------- |
| 21 | Svezia (bandiera)   | C     | Robin Quaison                 |
| 22 | Ungheria (bandiera) | A     | Norbert Balogh                |
| 23 | Slovenia (bandiera) | D     | Aljaž Struna                  |
| 24 | Italia (bandiera)   | C     | Bryan Cristante               |
| 25 | Italia (bandiera)   | C     | Enzo Maresca                  |
| 27 | Italia (bandiera)   | C     | Luca Rigoni                   |
| 28 | Croazia (bandiera)  | C     | Mato Jajalo                   |
| 31 | Italia (bandiera)   | D     | Roberto Pirrello              |
| 33 | Svizzera (bandiera) | D     | Fabio Daprelà                 |
| 34 | Marocco (bandiera)  | D     | Abdelhamid El Kaoutari        |
| 53 | Italia (bandiera)   | P     | Fabrizio Alastra              |
| 54 | Italia (bandiera)   | A     | Antonino La Gumina            |
| 70 | Italia (bandiera)   | P     | Stefano Sorrentino (capitano) |
| 77 | Svizzera (bandiera) | D     | Michel Morganella             |
| 91 | Italia (bandiera)   | P     | Simone Colombi                |
| 97 | Italia (bandiera)   | D     | Giuseppe Pezzella             |
| 99 | Serbia (bandiera)   | A     | Uroš Đurđević                 |

## Calciomercato

### Sessione estiva(dall'1/7 al 31/8)
| Acquisti         | Acquisti               | Acquisti         | Acquisti      |
| R.               | Nome                   | da               | Modalità      |
| ---------------- | ---------------------- | ---------------- | ------------- |
| P                | Simone Colombi         | Cagliari         | prestito      |
| D                | Edoardo Goldaniga      | Juventus         | riscatto      |
| D                | Abdelhamid El Kaoutari | Montpellier      | definitivo    |
| D                | Aljaž Struna           | Carpi            | fine prestito |
| C                | Gastón Brugman         | Pescara          | prestito      |
| C                | Oscar Hiljemark        | PSV              | definitivo    |
| A                | Matheus Cassini        | Corinthians      | definitivo    |
| A                | Uroš Đurđević          | Vitesse          | svincolato    |
| A                | Alberto Gilardino      |                  | svincolato    |
| A                | Aleksandar Trajkovski  | Zulte Waregem    | definitivo    |
| Altre operazioni |                        |                  |               |
| R.               | Nome                   | da               | Modalità      |
| P                | Josip Posavec          | Inter Zaprešić   | definitivo    |
| P                | Emiliano Viviano       | Sampdoria        | fine prestito |
| D                | Julián Velázquez       | Gaz Metan Mediaș | fine prestito |
| D                | Jevrem Kosnić          | Honvéd           | fine prestito |
| D                | Ezequiel Muñoz         | Sampdoria        | fine prestito |
| C                | Davide Di Gennaro      | L.R. Vicenza     | fine prestito |
| D                | Carlos Embalo          | Lecce            | fine prestito |
| C                | Dario Giacomarro       | Melfi            | fine prestito |
| C                | Granddi N'Goyi         | Leeds Utd        | fine prestito |
| C                | Davide Petermann       | Torres           | fine prestito |
| C                | Gennaro Troianiello    | Bologna          | fine prestito |
| C                | Ignacio Lores Varela   | Varese           | fine prestito |
| C                | Nicolas Viola          | Ternana          | riscatto      |
| C                | Ahmad Benali           | Brescia          | definitivo    |
| A                | Cephas Malele          | Trapani          | fine prestito |

| Cessioni         | Cessioni              | Cessioni       | Cessioni      |
| R.               | Nome                  | a              | Modalità      |
| ---------------- | --------------------- | -------------- | ------------- |
| P                | Andrea Fulignati      | Trapani        | prestito      |
| P                | Samir Ujkani          |                | svincolato    |
| D                | Emerson Palmieri      | Santos         | fine prestito |
| D                | Milan Milanović       | Ascoli         | prestito      |
| D                | Danilo Ortíz          | Cerro Porteño  | fine prestito |
| D                | Claudio Terzi         | Spezia         | definitivo    |
| C                | Édgar Barreto         |                | svincolato    |
| C                | Francesco Della Rocca |                | svincolato    |
| A                | Andrea Belotti        | Torino         | definitivo    |
| A                | Accursio Bentivegna   | Como           | prestito      |
| A                | Paulo Dybala          | Juventus       | definitivo    |
| A                | Simon Makienok        | Charlton       | prestito      |
| A                | João Silva            |                | svincolato    |
| Altre operazioni |                       |                |               |
| R.               | Nome                  | a              | Modalità      |
| P                | Josip Posavec         | Inter Zaprešić | prestito      |
| P                | Emiliano Viviano      | Sampdoria      | prestito      |
| D                | Julián Velázquez      | Hajduk Spalato | definitivo    |
| D                | Andrea Accardi        | Trapani        | prestito      |
| D                | Souleymane Bamba      | Leeds Utd      | riscatto      |
| D                | Jevrem Kosnić         |                | svincolato    |
| D                | Davide Monteleone     | Ternana        | prestito      |
| D                | Ezequiel Muñoz        |                | svincolato    |
| D                | Eros Pisano           | Verona         | riscatto      |
| C                | Davide Di Gennaro     | Cagliari       | definitivo    |
| C                | Carlos Embalo         | Brescia        | prestito      |
| C                | Dario Giacomarro      | Melfi          | prestito      |
| C                | Luca Fiordilino       | Cosenza        | prestito      |
| C                | Granddi N'Goyi        | Digione        | prestito      |
| C                | Davide Petermann      | Santarcangelo  | prestito      |
| C                | Gennaro Troianiello   |                | svincolato    |
| C                | Lores Varela          |                | svincolato    |
| C                | Nicolas Viola         |                | svincolato    |
| C                | Ahmad Benali          | Pescara        | prestito      |
| A                | Eric Lanini           | Juventus       | riscatto      |
| A                | Cephas Malele         | Atlético CP    | prestito      |

### Sessione invernale(dall'4/1 al 1/2)
| Acquisti         | Acquisti              | Acquisti       | Acquisti                                       |
| R.               | Nome                  | da             | Modalità                                       |
| ---------------- | --------------------- | -------------- | ---------------------------------------------- |
| C                | Bryan Cristante       | Benfica        | prestito con diritto di riscatto (6 milioni €) |
| D                | Thiago Cionek         | Modena         | definitivo (350.000 €)                         |
| A                | Norbert Balogh        | Debrecen       | definitivo (2.2 milioni €)                     |
| P                | Josip Posavec         | Inter Zaprešić | fine prestito                                  |
| A                | Accursio Bentivegna   | Como           | fine prestito                                  |
| C                | Davide Petermann      | Santarcangelo  | fine prestito                                  |
| Altre operazioni |                       |                |                                                |
| R.               | Nome                  | da             | Modalità                                       |
| A                | Manuel Arteaga        | Zulia          | definitivo (0,8 mln €)                         |
| A                | Ilija Nestorovski     | Inter Zaprešić | definitivo (0,8 mln €)                         |
| C                | Ze Maria José Marques | Portimonense   | definitivo                                     |
| A                | Gabriele Zerbo        | Feralpisalò    | fine prestito                                  |

| Cessioni         | Cessioni               | Cessioni          | Cessioni                         |
| R.               | Nome                   | a                 | Modalità                         |
| ---------------- | ---------------------- | ----------------- | -------------------------------- |
| C                | Luca Rigoni            | Genoa             | definitivo (0,5 mln €)           |
| D                | Fabio Daprelà          |                   | svincolato                       |
| P                | Simone Colombi         | Cagliari          | fine prestito                    |
| A                | Matheus Cassini        | Inter Zaprešić    | prestito                         |
| C                | Francesco Bolzoni      |                   | svincolato                       |
| A                | Abdelhamid El Kaoutari | Stade Reims       | prestito con diritto di riscatto |
| Altre operazioni |                        |                   |                                  |
| R.               | Nome                   | da                | Modalità                         |
| A                | Manuel Arteaga         | Hajduk Spalato    | prestito                         |
| A                | Ilija Nestorovski      | Inter Zaprešić    | prestito                         |
| A                | Gabriele Zerbo         | Concordia Chiajna | prestito                         |

## Risultati

### Serie A

#### Girone di andata
| Arbitro: | Irrati (Pistoia) |

|                   |           |  |
| El Kaoutari 90+2’ | Marcatori |  |

| Arbitro: | Damato (Barletta) |

|  |           |              |
|  | Marcatori | 7’ L. Rigoni |

| Arbitro: | Gavillucci (Latina) |

|                           |           |                                   |
| Hiljemark 6’ Đurđević 88’ | Marcatori | 24’ (aut.) Vitiello 63’ Borriello |

| Arbitro: | Russo (Nola) |

|                                |           |                    |
| Bacca 21’, 75’ Bonaventura 40’ | Marcatori | 32’, 72’ Hiljemark |

| Arbitro: | Pairetto (Nichelino) |

|  |           |              |
|  | Marcatori | 35’ Floccari |

| Arbitro: | Mariani (Aprilia) |

|                                 |           |              |
| González 44’ (aut.) Benassi 48’ | Marcatori | 71’ González |

| Arbitro: | Damato (Barletta) |

|                              |           |                                            |
| Gilardino 58’ González 90+1’ | Marcatori | 2’ Pjanic 14’ Florenzi 28’, 90+2’ Gervinho |

| Arbitro: | Fabbri (Ravenna) |

|  |           |             |
|  | Marcatori | 24’ Vázquez |

| Arbitro: | Doveri (Roma) |

|               |           |             |
| Gilardino 66’ | Marcatori | 60’ Perišić |

| Arbitro: | Giacomelli (Trieste) |

|                         |           |  |
| Higuaín 39’ Mertens 80’ | Marcatori |  |

| Arbitro: | Di Bello (Brindisi) |

|  |           |              |
|  | Marcatori | 53’ Saponara |

| Arbitro: | Mariani (Aprilia) |

|               |           |  |
| Gilardino 71’ | Marcatori |  |

| Arbitro: | Celi (Bari) |

|                     |           |               |
| Candreva 70’ (rig.) | Marcatori | 21’ Goldaniga |

| Arbitro: | Valeri (Roma) |

|  |           |                                      |
|  | Marcatori | 54’ Mandžukić 89’ Sturaro 90+3’ Zaza |

| Arbitro: | Russo (Nola) |

|                                    |           |  |
| Denis 18’ Cherubin 26’ de Roon 80’ | Marcatori |  |

| Arbitro: | Doveri (Roma) |

|                                                       |           |              |
| Goldaniga 5’ Vázquez 17’ Trajkovski 60’ Gilardino 86’ | Marcatori | 24’ Sammarco |

| Arbitro: | Fabbri (Ravenna) |

|                      |           |  |
| Soriano 53’ Ivan 76’ | Marcatori |  |

| Arbitro: | Damato (Barletta) |

|               |           |                                      |
| Gilardino 77’ | Marcatori | 13’, 42’ Ilicic 90+3’ Blaszczykowski |

| Arbitro: | Banti (Livorno) |

|  |           |             |
|  | Marcatori | 27’ Vázquez |

#### Girone di ritorno
| Arbitro: | Celi (Bari) |

|                                       |           |  |
| Suso 4’ Pavoletti 71’, 88’ Rincon 75’ | Marcatori |  |

| Arbitro: | Tagliavento (Terni) |

|                                                     |           |             |
| Quaison 35’ Hiljemark 56’ Lazaar 77’ Trajkovski 87’ | Marcatori | 79’ Théréau |

| Arbitro: | Rizzoli (Bologna) |

|                    |           |               |
| Mancosu 74’ (rig.) | Marcatori | 24’ Gilardino |

| Arbitro: | Mazzoleni (Bergamo) |

|  |           |                            |
|  | Marcatori | 19’ Bacca 33’ (rig.) Niang |

| Arbitro: | Mariani (Aprilia) |

|                          |           |                          |
| Defrel 45’ Missiroli 50’ | Marcatori | 30’ Vázquez 53’ Đurđević |

| Arbitro: | Cervellera (Taranto) |

|              |           |                                              |
| Gilardino 2’ | Marcatori | 19’ (rig.), 69’ Immobile 31’ (aut.) González |

| Arbitro: | Giacomelli (Trieste) |

|                                         |           |  |
| Dzeko 30’, 89’ Keita 52’ Salah 60’, 62’ | Marcatori |  |

| Palermo 28 febbraio 2016, ore 12:30 CET 27ª giornata | Palermo             | 0 – 0 referto | Bologna | Stadio Renzo Barbera (15 566 spett.)\| Arbitro: \| Di Bello (Brindisi) \| |
| Arbitro:                                             | Di Bello (Brindisi) |               |         |                                                                           |

| Arbitro: | Russo (Nola) |

|                                    |           |             |
| Ljiajic 11’ Icardi 23’ Perisic 54’ | Marcatori | 45’ Vázquez |

| Arbitro: | Rocchi (Firenze) |

|  |           |                    |
|  | Marcatori | 23’ (rig.) Higuaín |

| Empoli 19 marzo 2016, ore 18:00 CET 30ª giornata | Empoli          | 0 – 0 referto | Palermo | Stadio Carlo Castellani (8 597 spett.)\| Arbitro: \| Massa (Imperia) \| |
| Arbitro:                                         | Massa (Imperia) |               |         |                                                                         |

| Arbitro: | Mariani (Aprilia) |

|                                       |           |               |
| Cacciatore 6’ N. Rigoni 53’ Birsa 74’ | Marcatori | 28’ Gilardino |

| Arbitro: | Gervasoni (Mantova) |

|  |           |                             |
|  | Marcatori | 10’, 15’ Klose 72’ Anderson |

| Arbitro: | Giacomelli (Trieste) |

|                                               |           |  |
| Khedira 10’ Pogba 71’ Cuadrado 74’ Padoin 89’ | Marcatori |  |

| Arbitro: | Doveri (Roma) |

|                              |           |                                  |
| Vázquez 2’ (rig.) Struna 76’ | Marcatori | 11’ (rig.) Borriello 55’ Paletta |

| Arbitro: | Rocchi (Firenze) |

|  |           |                                |
|  | Marcatori | 56’ Gilardino 90+2’ Trajkovski |

| Arbitro: | Mazzoleni (Bergamo) |

|                                 |           |  |
| Vázquez 19’ Krsticic 85’ (aut.) | Marcatori |  |

| Firenze 8 maggio 2016, ore 15:00 CEST 37ª giornata | Fiorentina     | 0 – 0 referto | Palermo | Stadio Artemio Franchi (28 090 spett.)\| Arbitro: \| Orsato (Schio) \| |
| Arbitro:                                           | Orsato (Schio) |               |         |                                                                        |

| Arbitro: | Irrati (Pistoia) |

|                                       |           |                        |
| Vázquez 28’ Maresca 51’ Gilardino 64’ | Marcatori | 48’ Viviani 84’ Pisano |

### Coppa Italia

#### Turni preliminari
| Arbitro: | Gavillucci (Latina) |

|                           |           |            |
| L. Rigoni 53’ Quaison 62’ | Marcatori | 60’ Trotta |

| Arbitro: | Nasca (Bari) |

|                              |           |                                        |
| Trajkovski 55’ Gilardino 85’ | Marcatori | 4’ (rig.) Loviso 23’ Marconi 82’ Nicco |

## Statistiche

### Statistiche di squadra
| Competizione | Punti | In casa | In casa | In casa | In casa | In casa | In casa | In trasferta | In trasferta | In trasferta | In trasferta | In trasferta | In trasferta | Totale | Totale | Totale | Totale | Totale | Totale | DR  |
| Competizione | Punti | G       | V       | N       | P       | Gf      | Gs      | G            | V            | N            | P            | Gf           | Gs           | G      | V      | N      | P      | Gf     | Gs     | DR  |
| ------------ | ----- | ------- | ------- | ------- | ------- | ------- | ------- | ------------ | ------------ | ------------ | ------------ | ------------ | ------------ | ------ | ------ | ------ | ------ | ------ | ------ | --- |
| Serie A      | 39    | 19      | 6       | 4       | 9       | 24      | 30      | 19           | 4            | 5            | 10           | 14           | 35           | 38     | 10     | 9      | 19     | 38     | 65     | -27 |
| Coppa Italia | -     | 2       | 1       | 0       | 1       | 4       | 4       | 0            | 0            | 0            | 0            | 0            | 0            | 2      | 1      | 0      | 1      | 4      | 4      | 0   |
| Totale       | 39    | 21      | 7       | 4       | 10      | 28      | 34      | 19           | 4            | 5            | 10           | 14           | 35           | 40     | 11     | 9      | 20     | 42     | 69     | -27 |

### Andamento in campionato
| Giornata  | 1 | 2 | 3 | 4 | 5  | 6  | 7  | 8  | 9  | 10 | 11 | 12 | 13 | 14 | 15 | 16 | 17 | 18 | 19 | 20 | 21 | 22 | 23 | 24 | 25 | 26 | 27 | 28 | 29 | 30 | 31 | 32 | 33 | 34 | 35 | 36 | 37 | 38 |
| --------- | - | - | - | - | -- | -- | -- | -- | -- | -- | -- | -- | -- | -- | -- | -- | -- | -- | -- | -- | -- | -- | -- | -- | -- | -- | -- | -- | -- | -- | -- | -- | -- | -- | -- | -- | -- | -- |
| Luogo     | C | T | C | T | C  | T  | C  | T  | C  | T  | C  | C  | T  | C  | T  | C  | T  | C  | T  | T  | C  | T  | C  | T  | C  | T  | C  | T  | C  | T  | T  | C  | T  | C  | T  | C  | T  | C  |
| Risultato | V | V | N | P | P  | P  | P  | V  | N  | P  | P  | V  | N  | P  | P  | V  | P  | P  | V  | P  | V  | N  | P  | N  | P  | P  | N  | P  | P  | N  | P  | P  | P  | N  | V  | V  | N  | V  |
| Posizione | 8 | 5 | 7 | 8 | 11 | 12 | 13 | 11 | 13 | 13 | 15 | 13 | 14 | 16 | 17 | 14 | 16 | 16 | 16 | 17 | 14 | 14 | 15 | 15 | 15 | 16 | 17 | 17 | 17 | 17 | 18 | 18 | 19 | 19 | 18 | 18 | 17 | 16 |

Legenda:

Luogo: C = Casa; T = Trasferta. Risultato: V = Vittoria; N = Pareggio; P = Sconfitta.

## Giovanili

### Organigramma
Area direttiva
- Responsabile settore giovanile: Dario Baccin

Area organizzativa
- Segretario settore giovanile: Lorenzo Farris
- Segretario Sportivo: Salvo Lipari

Area sportiva
- Coordinatore Tecnico Settore Giovanile: Sandro Porchia
- Coordinatore Dirigenti Accompagnatori: Danilo Flaccovio

Area tecnica
- Allenatore squadra Primavera: Giovanni Bosi
- Allenatore in seconda squadra Primavera: Francesco Libro
- Dirigente Accompagnatore: Giuseppe Bianco
- Preparatore Atletico: Francesco Sicari
- Preparatore Portieri: Roberto Vergallo

Area organizzativa
- Magazziniere: Franco Salerno

Area sanitaria
- Medico Sociale: Salvatore Lo Monte
- Fisioterapista: Rosario Sciacchitano

### Piazzamenti
- Primavera:
  - Campionato Primavera: Quarti di finale
  - Coppa Italia: Quarti di finale
  - Torneo di Viareggio: Finalista